# 권주가

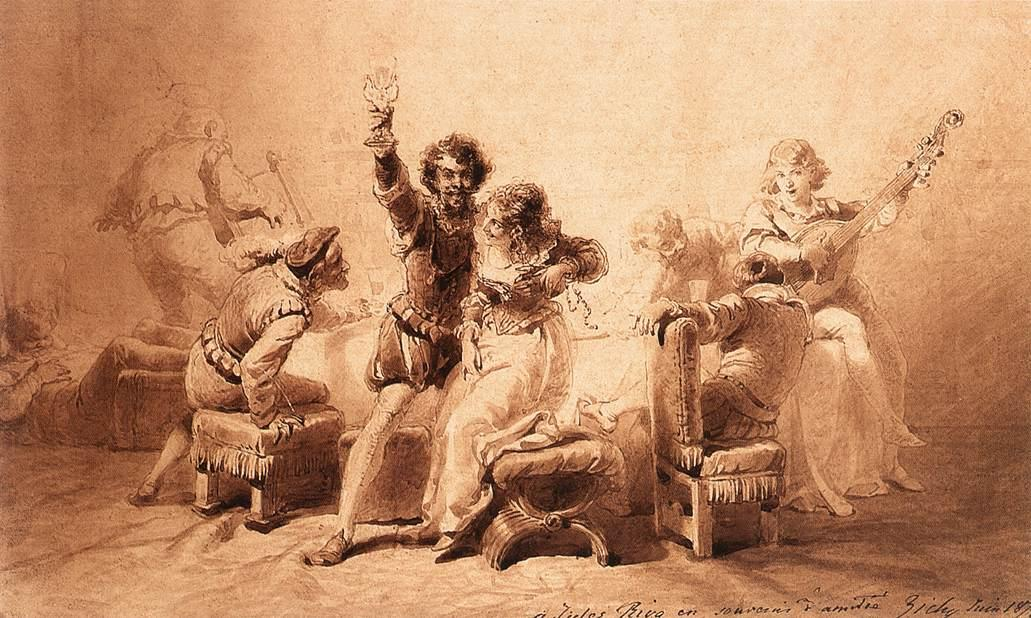

권주가(勸酒歌, drinking song)는 술을 마시면서 부르는 노래다. 많은 권주가들은 대개 민요이기도 하다. 대부분의 술자리 노래는 민요나 상업 노래이며, 가사와 음악 모두 사람마다, 지역별로 다양할 수 있다.
독일에서는 Trinklieder, 스웨덴에서는 dryckesvisor라고 부른다. 스웨덴에서는 크리스마스, 한여름 및 기타 축하 행사와 관련된 권주가가 있다. 이 노래의 한 예는 "Helan går"이다.
스페인 아스투리아스에서는 patria querida(아스투리아스의 국가)가 보통 권주가로 묘사된다.
프랑스의 역사적인 권주가의 유형에는 Chanson pour boire와 Air à boire가 있다.

## 역사
권주가에 대한 최초의 기록은 11세기로 거슬러 올라가며, 13세기의 역사적 시, 교육 노래, 사랑 소네트 및 "오락" 또는 술자리 노래로 구성된 카르미나 부라나(Carmina Burana)에서 유래되었다.

## 대중문화
뮤지컬 아티스트 홈브루 스튜(Homebrew Stew, Rich Stewart)는 모던 드렁커드(Modern Drunkard)의 2002년 11월호에 "Rhythm and Booze: The Top 86 Drinking Songs"라는 제목의 잡지 기사를 썼다.

## 전통적인 권주가

### 영어
- 99병의 맥주
- If You're Happy and You Know It
- Whiskey in the Jar

### 기타
- 축배의 노래 (라 트라비아타, 주세페 베르디)